# 히가시야마 다쓰키
히가시야마 다쓰키(일본어: 東山 達稀, 1999년 6월 3일~)는 일본의 축구 선수이다.

## 구단 경력
그는 2022년 J2리그의 로아소 구마모토에 입단했다. 2024년까지 50경기에 출전하여, 2득점을 넣었다.